# Jamaikanische Fußballnationalmannschaft (U-17-Junioren)
Die jamaikanische U-17-Fußballnationalmannschaft ist eine Auswahlmannschaft jamaikanischer Fußballspieler. Sie unterliegt der Jamaica Football Federation und repräsentiert sie international auf U-17-Ebene, etwa in Freundschaftsspielen gegen die Auswahlmannschaften anderer nationaler Verbände, bei CONCACAF U-17-Meisterschaften und U-17-Weltmeisterschaften.
Ihr bestes Ergebnis bei CONCACAF-Meisterschaften erreichte die Mannschaft 2011 im eigenen Land, als sie das Spiel um Platz drei gegen Panama verlor und somit den vierten Platz belegte.
Bislang nahm sie an zwei Weltmeisterschaften teil, schied aber sowohl 1999, als auch 2011 in der Vorrunde aus.

## Teilnahme an U-17-Weltmeisterschaften
(Bis 1989 U-16-Weltmeisterschaft)
| 1985 | nicht qualifiziert |
| 1987 | nicht qualifiziert |
| 1989 | nicht qualifiziert |
| 1991 | nicht qualifiziert |
| 1993 | nicht qualifiziert |
| 1995 | nicht qualifiziert |
| 1997 | nicht qualifiziert |
| 1999 | Vorrunde           |
| 2001 | nicht qualifiziert |
| 2003 | nicht qualifiziert |
| 2005 | nicht qualifiziert |
| 2007 | nicht qualifiziert |
| 2009 | nicht qualifiziert |
| 2011 | Vorrunde           |
| 2013 | nicht qualifiziert |
| 2015 | nicht qualifiziert |
| 2017 | nicht qualifiziert |
| 2019 | nicht qualifiziert |
| 2023 | nicht qualifiziert |

## Teilnahme an CONCACAF U-17-Meisterschaften
(1983–1988: CONCACAF U-16-Meisterschaft, 1999–2007: In zwei Gruppen ausgetragenes WM-Qualifikationsturnier)
| 1983 | nicht teilgenommen  |
| 1985 | nicht teilgenommen  |
| 1987 | Vorrunde            |
| 1988 | Vorrunde            |
| 1991 | Vorrunde            |
| 1992 | Vorrunde            |
| 1994 | Vorrunde            |
| 1996 | nicht teilgenommen  |
| 1999 | 1. Platz (Gruppe A) |
| 2001 | 4. Platz (Gruppe A) |
| 2003 | 2. Platz (Gruppe A) |
| 2005 | nicht qualifiziert  |
| 2007 | 5. Platz (Gruppe B) |
| 2009 | nicht qualifiziert  |
| 2011 | 4. Platz            |
| 2013 | Viertelfinale       |
| 2015 | Vorrunde            |
| 2017 | Vorrunde            |
| 2019 | Achtelfinale        |
| 2023 | Achtelfinale        |